# From A Room: Volume 1
From A Room: Volume 1 es el segundo álbum de estudio solista del cantante, compositor y guitarrista de música country estadounidense Chris Stapleton, publicado el 5 de mayo de 2017 bajo el sello Mercury Nashville.

## Lista de canciones
| CD  |                                                 |          |  |
| N.º | Título                                          | Duración |  |
| 1.  | «Broken Halos»                                  | 3:00     |  |
| 2.  | «Last Thing I Needed, First Thing This Morning» | 4:15     |  |
| 3.  | «Second One to Know»                            | 2:56     |  |
| 4.  | «Up to No Good Livin»                           | 4:05     |  |
| 5.  | «Either Way»                                    | 4:08     |  |
| 6.  | «I Was Wrong»                                   | 3:11     |  |
| 7.  | «More of You»                                   | 3:51     |  |
| 8.  | «Them Stems»                                    | 3:00     |  |
| 9.  | «Death Row»                                     | 4:03     |  |

## Gráfica

### Semanal
| Listas (2017)                      | Posición |
| ---------------------------------- | -------- |
| Australia (ARIA)                   | 20       |
| Bélgica (Ultratop flamenca)        | 189      |
| Países Bajos (Album Top 100)       | 79       |
| Canadá (Billboard Canadian Albums) | 1        |
| Irlanda (IRMA)                     | 37       |
| Nueva Zelanda (Recorded Music NZ)  | 32       |
| Escocia (Scottish Albums Chart)    | 10       |
| Suiza (Schweizer Hitparade)        | 29       |
| Reino Unido (UK Albums Chart)      | 22       |
| US Billboard 200                   | 2        |
| US Top Country Albums (Billboard)  |          |

### Fin de año
| Listas (2017)         | Posición |
| --------------------- | -------- |
| US Billboard 200      | 28       |
| US Top Country Albums | 2        |
| Listas (2018)         | Posición |
| US Billboard 200      | 65       |